# Aquincumspännet
Aquincumspännet är ett runristat reliefspänne i silver. Det återfanns i en silverskatt under den romerska amfiteatern i Aquincum, det romartida Budapest. Runinskriften återger en del av den urgermanska futharken: f u þ a r k g w. Skatten anses ha begravts omkring 526/527 e.Kr. då Langobarderna erövrade Pannonien från Gepiderna.